# سیتروئن زانتیا
سیتروئن زانتیا (به فرانسوی: Citroën Xantia) نام خودرویی خانوادگی است که میان سال‌های ۱۹۹۳ تا ۲۰۰۲ توسط شرکت سیتروئن در دو نوع اتاق پنج در لیفت‌بک و استیشن تولید می‌شد. مدل‌های پنج در لیفت‌بک میان سال‌های ۱۹۹۳ تا ۲۰۰۳ در خط تولید سیتروئن در شهر رن فرانسه تولید و مدل‌های استیشن میان سال‌های ۱۹۹۵ تا ۲۰۰۲ در خط تولید شرکت هولیز (Heuliez) در شهر سوریز فرانسه تولید گردید و تا سال ۲۰۱۰ در ایران تولید شد.
سیتروئن زانتیا در ۱۰ فاز جداگانه تولید گردید. فاز اول میان سال‌های ۱۹۹۳ تا ۱۹۹۷ تولید گردید و در سال ۱۹۹۸ فاز دوم این مدل که دچار تغییراتی مانند فیس لیفت در ظاهر و تغییرات در سامانه‌های برقی، ایمنی و تجهیزات داخلی و موتور و گیربکس‌های قابل انتخاب گردیده بود جایگزین مدل‌های فاز یک گردید و تولید این مدل تا سال ۲۰۰۲ ادامه یافت. 
مدل پنج در لیفت بک علاوه بر فرانسه به تعداد محدود در سال‌های ۱۹۹۶ و ۱۹۹۷ در چین توسط شرکت فنگشن-سیتروئن نیز مونتاژ گردید. پس از توقف تولید این خودرو در ایران، شرکت سایپا در خط تولید تهران میان سال‌های ۲۰۰۱ تا ۲۰۱۰ اقدام به تولید و عرضه این خودرو برای بازار داخلی ایران نمود. در مدل‌های تولید ایران حق انتخاب بسیار محدود بود. بدنه فقط به صورت پنج در لیفت بک و موتورها فقط در سه نوع ۱٫۸، ۲٫۰ و ۳٫۰ لیتر بنزینی و انتقال نیروی گیربکس، ۵ دنده دستی و برخی اتومات بوده‌است.
بدنه سیتروئن زانتیا توسط دانیل آبرامسون در شرکت برتونه ایتالیا طراحی گردید. طراحی داخلی این مدل نیز توسط برتونه انجام گرفت. این خودرو با دو نوع بدنه پنج در لیفت بک و استیشن تولید گردید. 
موتورها و سامانه انتقال نیرو در نظر گرفته شده برای زانتیا همان موتورهای مشترک در گروه پی اس ای از ۱٫۶ لیتری چهار سیلندر خطی تا ۲٫۹ لیتری شش سیلندر وی شکل بنزینی و همچنین از ۱٫۹ لیتری دیزلی تنفس معمولی تا ۲٫۱ توربو دیزل بودند. در این مدل انتقال نیرو به چرخهای جلو از طریق گیربکس‌های ۵ دنده دستی گروه پی اس آ و گیربکس‌های اتوماتیک ساخت شرکت ZF آلمان و همچنین گیربکس اتوماتیک AL4 طراحی و ساخته مشترک گروه پی اس آ و رنو استفاده شد. 
در این مدل همانند دیگر سیتروئن‌های متوسط و بزرگ در آن دوران از سامانه تعلیق هیدروپنوماتیک معروف سیتروئن استفاده گردید ولی به غیر از سامانه تعلیق هیدروپنوماتیک در برخی مدل‌های زانتیا از نسل دوم سامانه تعلیق هیدراکتیو نیز استفاده شد که نسل جدید الکترونیک کنترل از سامانه تعلیق هیدروپنوماتیک بودند و بر روی این مدل‌ها امکان سفارش محور عقب فرمان پذیر با میزان فرمان پذیری ۳ درجه نیز وجود داشت. 
نام زانتیا مانند برخی نام‌ها در مدل‌های دیگر سیتروئن برگرفته از اسامی تاریخ باستان یونان است. زانتیا برگرفته از کلمه زانتوس (در زبان یونانی به معنی طلائی) و برگرفته شده از نام شهر باستانی زانتوس یا زانث (یونانی: Ξάνθος زانثُس) یا شهر طلایی در منطقه باستانی لیکیه است. از آثار مشهور به جا مانده در خرابه‌های این شهر سنگ نبشته زانتیائی یا Xanthian Obelisk است که در دوران حکومت امپراتوری هخامنشی بر این نوشته شده است.

## سامانه‌های تعلیق زانتیا

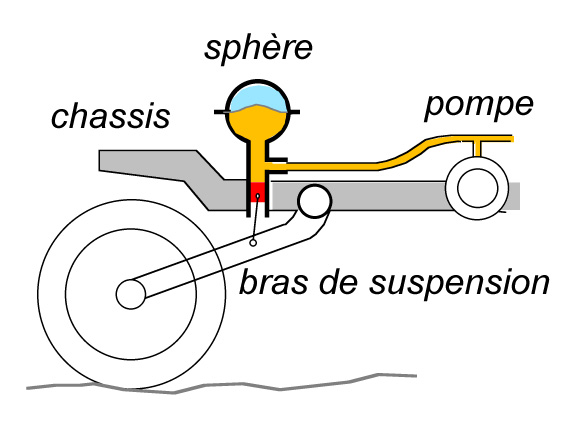
نمای ساده سامانه تعلیق هیدروپنوماتیک. آبی: گاز نیتروژن داخل گوی. زرد: روغن هیدرولیک. قرمز: پیستون متحرک سیلندر هیدرولیکی

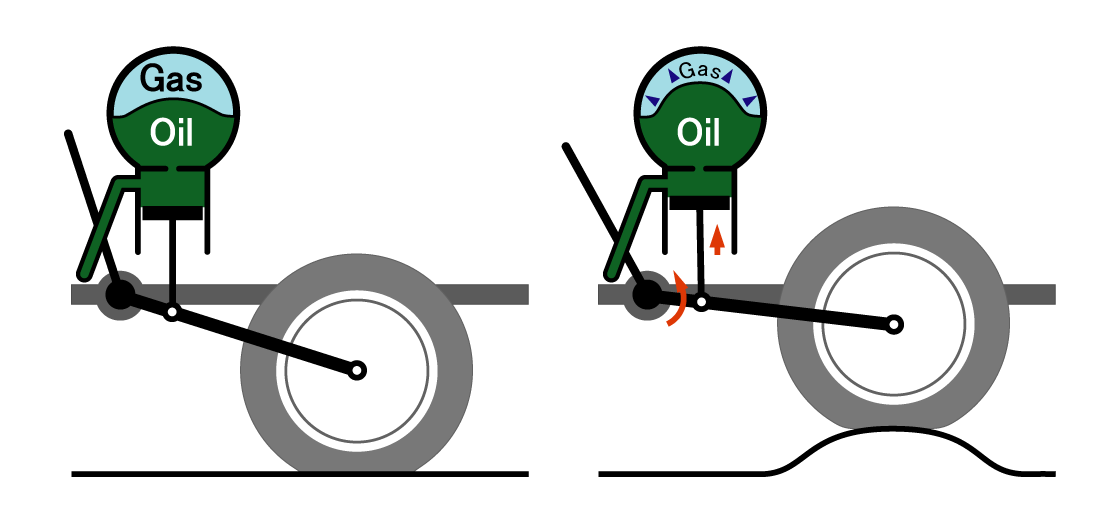
نمای ساده چگونگی فشرده شدن گاز نیتروژن داخل گوی به عنوان تعلیق (عملکرد مشابه فنر در خودروهای معمولی)

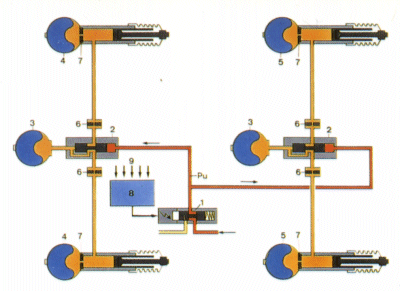
نمای ساده سامانه تعلیق هیدراکتیو

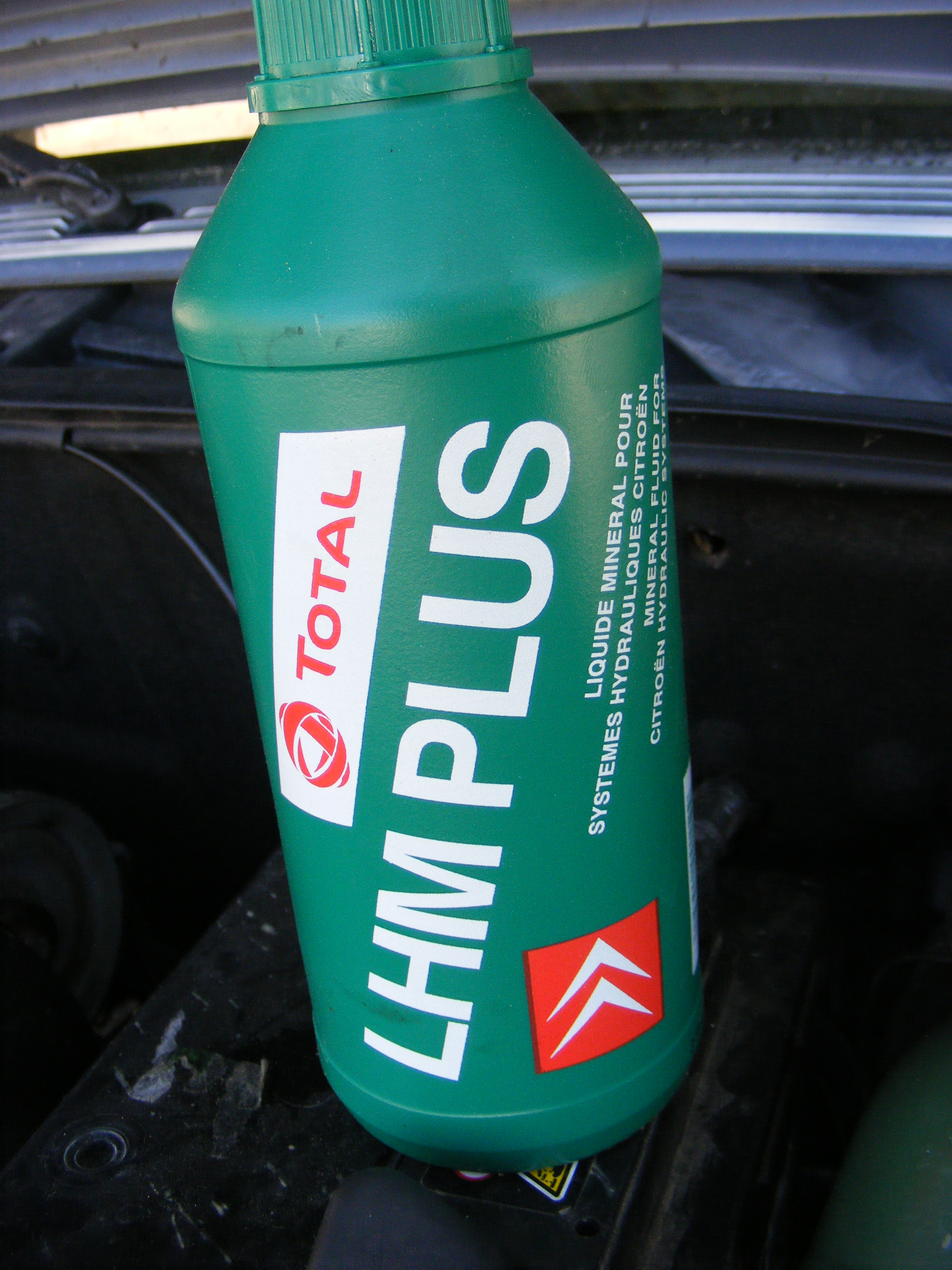
روغن هیدرولیک ال‌اچ‌ام مخصوص سیتروئن که در سیتروئن زانتیا برای سامانه‌های هیدروپنوماتیک و هیدراکتیو۲ نیز مورد استفاده قرار می‌گیرد

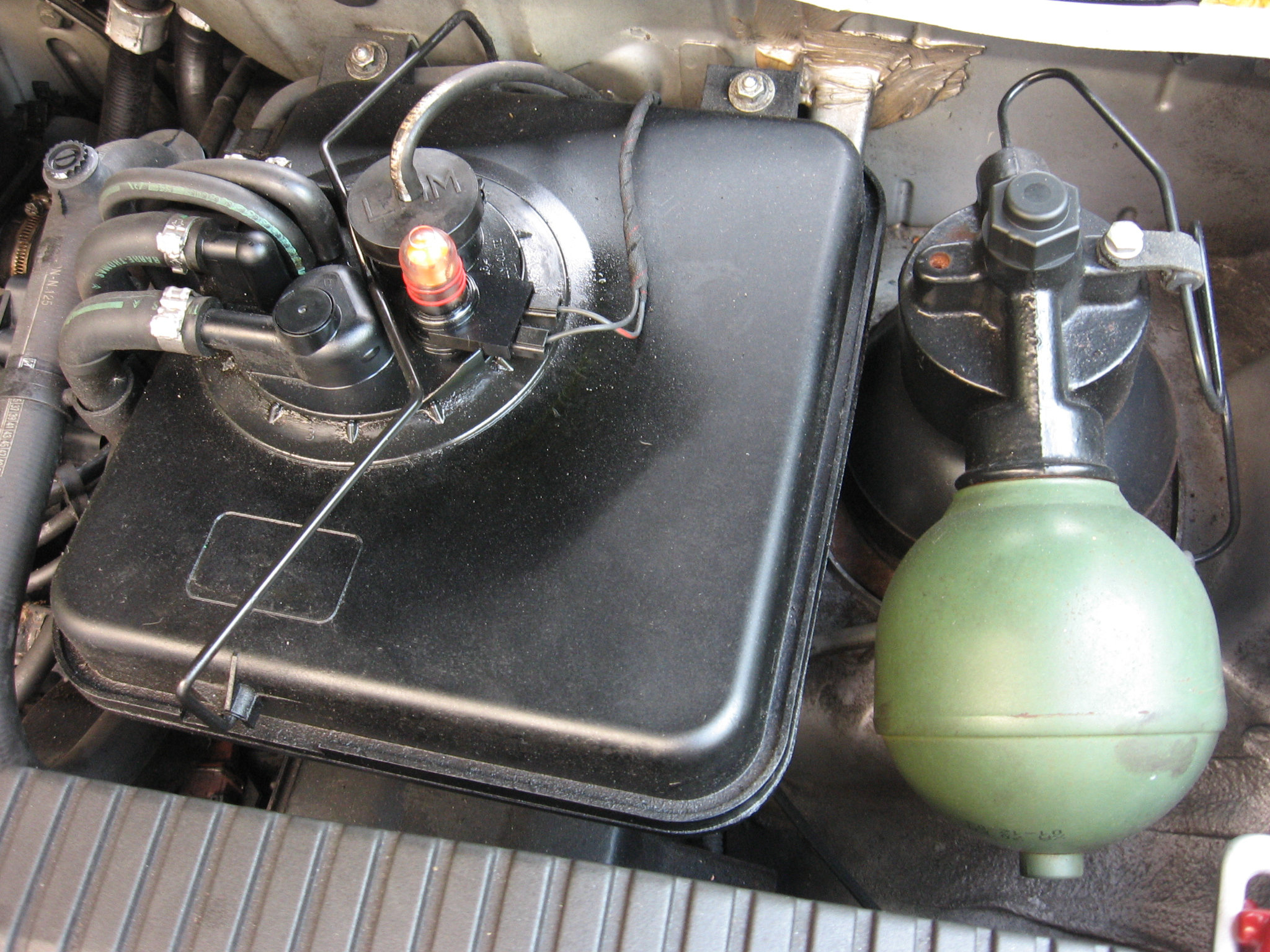
مخزن روغن ال‌اچ‌ام در کنار گوی تعلیق جلو سمت چپ زانتیا

* سامانه هیدروپنوماتیک: سامانه اصلی در نظر گرفته شده برای تمامی مدل‌های زانتیا است. این سامانه تعلیق در خانواده سامانه‌های تعلیق فعال طبقه‌بندی می‌گردد و بر مبنای فشار هیدرولیکی تأمین شده توسط پمپ هیدرولیک بر روی مجموعه سیلندر و بازوی هیدرولیکی بر روی هر چرخ و استفاده از گوی مخزن گاز نیتروژن به عنوان تعلیق در هر چرخ به صورت جدا می‌باشد. سامانه تعلیق هیدروپنوماتیک توسط آقای پل مژس در شرکت سیتروئن طراحی شد و برای اولین بار در سال ۱۹۵۴ بر روی تعلیق عقب در سیتروئن تراکسیون آوان ۱۵ اچ به بازار عرضه گردید و در سال ۱۹۵۵ در سیتروئن دی اس تعلیق هر چهارچرخ و سامانه ترمز و فرمان را بر عهده گرفت. اساس سامانه تعلیق هیدروپنوماتیک در زانتیا تفاوت ساختاری بسیار کمی با سامانه هیدروپنوماتیک در سیتروئن دی اس سال ۱۹۵۵ دارد و از آن سال به‌طور پیوسته در تمامی مدل‌های متوسط و بزرگ سیتروئن مورد استفاده قرار گرفته‌است. اساس پیدایش سامانه تعلیق هیدروپنوماتیک برای ایجاد نرمی تعلیق و راحتی بالای سرنشینان بدون کم کردن از میزان تعادل و قابلیت‌های دینامیکی و مانور خودرو بوده‌است. در این سامانه تراکم گاز نیتروژن داخل گوی فلزی و پشت دیافراگم لاستیکی به عنوان تعلیق و مشابه فنر در خودروهای معمولی عمل می‌نماید و دمپر قرار گرفته شده در ورودی گوی با کم کردن سرعت و فشار ورود و خروج روغن هیدرولیک به سمت دیافراگم مخزن گاز نیتروژن و بالعکس نقشی همانند کمک فنر در خودروهای معمولی را به عهده دارد. در این سامانه نیروی هیدرولیکی توسط پمپ هیدرولیکی که با تسمه به نیروی موتور متصل می‌باشد تأمین می‌گردد. این پمپ دارای دو بخش جداگانه و در مجموع هشت پیستون می‌باشد که نیروی هیدرولیکی بخش شش پیستون آن از مسیری جداگانه برای سامانه فرمان و نیروی بخش دو پیستون آن از مسیری دیگر جداگانه برای سامانه تعلیق و ترمزها فرستاده می‌شود. این فشار هیدرولیکی از طریق رگلاتور تأمین فشار و به واسطه دو شیر تنظیم ارتفاع در جلو و عقب به بازوهای هیدرولیکی چرخهای جلو و عقب توزیع می‌گردد. شیرهای تنظیم ارتفاع قرار گرفتن بدنه خودرو در ارتفاع از پیش تنظیم شده را به‌صورت مکانیکی کنترل می‌نمایند. در این سامانه امکان تغییر ارتفاع خودرو توسط راننده با استفاده از بازوی در نظر گرفته شده در داخل خودرو در چهار ارتفاع مختلف امکان‌پذیر می‌باشد. ارتفاع نرمال برای رانندگی معمولی و ارتفاع بالاتر از نرمال برای عبور از مسیرهای ناهموار با سرعت پائین مورد استفاده قرار می‌گیرد. دو ارتفاع دیگر حداقل برای سرویس و تعمیرات خودرو و حداکثر برای تعویض چرخ‌ها می‌باشد و نمی‌توان از آن‌ها برای حرکت با خودرو استفاده نمود. از مزایای دیگر سامانه تنظیم ارتفاع تغییر نیروی ترمز بر اساس وزن خودرو می‌باشد. این ویژگی به این صورت عمل می‌نماید که ترمز عقب زانتیا نیروی خود را از تعلیق عقب دریافت می‌کند و فشار هیدرولیکی در تعلیق عقب بر اساس وزن بار یا مسافر نشسته در قسمت عقب خودرو برای ثابت نگه داشتن ارتفاع بالا می‌رود بنابراین فشار هیدرولیکی در ترمز عقب خودرو نیز به همان اندازه بالا می‌رود و ترمز برای جبران وزن اضافی قوی تر عمل می‌نماید. سامانه تعلیق زانتیاهای تولید ایران نیز از نوع هیدروپنوماتیک می‌باشد.
* سامانه تعلیق هیدراکتیو ۲: این سامانه نسل دوم سامانه تعلیق هیدراکتیو می‌باشد. این سامانه به عنوان نسل جدیدی از سامانه هیدروپنوماتیک برای اولین بار در سال ۱۹۸۹ بر روی سیتروئن ایکس ام به بازار عرضه شد. این سامانه به عنوان نسل جدید سامانه تعلیق فعال سیتروئن دارای تمامی خصوصیات سامانه تعلیق هیدروپنوماتیک می‌باشد ولی اساس این سامانه به کنترل الکترونیکی تغییر کرد به‌صورتی که سامانه با جمع‌آوری فاکتورهایی مانند ارتفاع خودرو، میزان چرخش فرمان، سرعت خودرو، زاویه دریچه گاز و غیره توسط سنسورهای الکترونیکی این اطلاعات را به پردازشگر سامانه فرستاده و پردازشگر به تقسیم‌کننده‌های الکترونیکی فشار هیدرولیک فرمان لازم برای تأمین فشار در تعلیق هر یک از چرخ‌ها را صادر می‌نماید. این سامانه بر روی زانتیا بر روی مدل‌های دارای موتور ۲٫۰ لیتری توربو و ۲٫۹ لیتری شش سیلندر وی شکل و در برخی بازارها بر روی موتور ۲٫۰ لیتری تنفس عادی شانزده سوپاپ قابل سفارش بود. سامانه تعلیق هیدراکتیو ۲ بر روی زانتیا دارای دو بخش جدای قابل سفارش نیز بود. سامانه اول محور عقب فرمان پذیر که با اضافه کردن این قسمت بر روی سامانه هیدراکتیو ۲ محور عقب توسط بازوی هیدرولیکی کنترل‌شونده توسط سامانه به میزان ۳ درجه فرمان پذیر می‌گردد. با استفاده از این قابلیت تغییر مسیر خودرو در سرعتهای بالا بهتر و پایدارتر می‌گردد. دومین بخش قابل سفارش بر روی هیدراکتیو ۲ سامانه تعلیق اکتیوا بود. این سامانه برای کنترل کامل بادی رول و انحراف خودرو در سرعتهای بالا طراحی شده بود و تغییرات بدنه خودرو از خط تراز را به محاسبه گر سامانه اکتیوا انتقال داده و سامانه عکس‌العمل مناسب برای مقابله با آن را در هر چرخ انجام می‌داد. این سامانه جزو بهترین سامانه‌های تعلیق فعال ساخته شده در خودروسازی تا به امروز می‌باشد به‌صورتی که در تستهای موسوم به تست گوزن که توسط مجله سوئدی Teknikens Värld انجام می‌پذیرد در حال حاضر مقام اول در کل سال‌های انجام این تست متعلق به خودرو سیتروئن زانتیا وی۶ اکتیوا می‌باشد که این تست را در سال ۱۹۹۹ با بالاترین سرعت ۸۵ کیلومتر در ساعت با موفقیت به انجام رساند. مقام دوم این تستها مشترکاً متعلق به دو خودرو مک لارن ۶۷۵ ال تی و آئودی وی۸ پلاس اف اس آی کواترو ۶۱۰ می‌باشد که در تست سال ۲۰۱۷ توانستند تست گوزن را با حداکثر سرعت ۸۳ کیلومتر در ساعت به انجام رسانند. این اعداد و ارقام گویای میزان دقت و قابلیت سامانه تعلیق اکتیوا است که خودرو سواری پنج در خانوادگی را دارای قابلیت مانور بیشتر از خودروهای سوپر اسپرت نموده‌است.

## سامانه ترمز
سامانه ترمز در سیتروئن زانتیا بر خلاف دیگر خودروهای غیر سیتروئن به‌صورت تمام هیدرولیکی و با تأمین فشار توسط پمپ هیدرولیک خودرو و دارای سامانه ضد قفل ABS می‌باشد. در این سامانه نیروی ترمز به‌صورت کامل توسط پمپ هیدرولیکی تأمین می‌گردد و به جای روغن ترمز، روغن LHM سامانه هیدرولیکی خودرو مستقیماً روی کالیپرهای ترمز اعمال فشار می‌نمایند. در زانتیا مسیر ترمزهای جلو و عقب کاملاً از هم مجزا می‌باشند و این دو ترمز به‌صورت مستقل از یکدیگر عمل می‌نمایند. ترمز جلو نیروی هیدرولیک را مستقیماً از رگلاتور تأمین فشار به واسطه شیر اطمینان تأمین می‌نماید و ترمز عقب نیروی خود را از سامانه تعلیق عقب تأمین می‌نماید و نیروی آن بر اساس وزن قرار گرفته بر روی تعلیق عقب به‌صورت اتوماتیک افزایش می‌یابد. پشت پدال ترمز خودرو شیر هیدرولیکی وجود دارد که در صورت فشرده شدن پدال فشار هیدرولیکی را در این دو مسیر به‌صورت مجزا باز می‌نماید. شیر اطمینان در مواقع اضطراری و در صورت کاهش بیش از حد فشار یا از مدار خارج شدن پمپ هیدرولیک مسیرهای هیدرولیکی به سمت تعلیق جلو و عقب را بسته و تمامی نیروی هیدرولیکی را فقط به سمت ترمزهای جلو هدایت می‌نماید، در این حالت گوی انباره وسط عقب خودرو نقش تأمین‌کننده فشار برای ترمزهای عقب را برعهده خواهد گرفت در این حالت چراغ استوپ پشت آمپر خودرو موقعیت را به اطلاع راننده می‌رساند. همچنین سامانه ترمز دستی زانتیا به‌صورت کابل دوبل بر روی چرخهای جلو قرار گرفته‌اند تا در مواقع اضطراری و اتمام فشار گوی‌های انباره جلو و عقب و از مدار خارج شدن کامل سامانه ترمز بتوانند از آن برای توقف خودرو استفاده نمایند.

## مدلهای رالی
اولین نمونه رالی زانتیا به رنگ قرمز در سال ۱۹۹۳ برای ژان لوک پایلر راننده فرانسوی رالی و برای جایگزینی سیتروئن بی ایکس رالی و شرکت در مسابقات سال ۱۹۹۳ طراحی گردید. در این مدل از سامانه چهارچرخ متحرک و همچنین موتور XU9J4 سیتروئن بی ایکس رالی استفاده شد ولی بر طبق قوانین رالی در سال ۱۹۹۳ نمی‌توانستند برای این مدل از سامانه تعلیق اکتیوا استفاده نمایند. این مدل در بدنه نیز از کیت کامل ارتقا آئرودینامیکی شامل اسپویلر جلو و عقب و بادی کیت کناری سود می‌برد. این مدل از سیتروئن زانتیا رالی در مسابقات رالی اروپائی و همچنین رالی فرانسه در سال ۱۹۹۳ به موفقیت‌های خوبی دست پیدا کرد و این موفقیت‌ها در سال‌های ۱۹۹۴ و ۱۹۹۵ نیز ادامه یافت. در سال ۱۹۹۶ این مدل دچار تغییرات کلی شد. موتور آن با نمونه ۲ لیتری که برای مسابقات رالی تغییر داده شده بود تعویض شد و در بدنه نیز بادی کیت جدید باریک تری برای حرکت بهتر در مسیرهای باریک طراحی شد. برای این مدل نیز از همان رنگ بدنه قرمز استفاده گردید. مجموعه این تغییرات باعث کاهش وزن ۵۰ کیلوگرمی در این مدل گردید. این مدل تا سال ۲۰۰۰ در مسابقات مختلف توسط ژان لوک پایلر مورد استفاده قرار گرفت. در سال ۱۹۹۹ مدل دیگری از زانتیا رالی با بدنه دو رنگ زرد و آبی ساخته شد که توسط ژیل استیونارد در مسابقات رالی سال ۱۹۹۹ مورد استفاده قرار گرفت. در این مدل نیز از موتور ۲ لیتری که قدرت آن به ۷۰۰ اسب بخار افزایش پیدا کرده بود همراه سامانه انتقال نیرو به هر چهار چرخ استفاده می‌کرد. این مدل با دارا بودن شتاب صفر تا شصت مایل بر ساعت ۲٫۵ ثانیه از این نظر با بوگاتی ویرون در همان سال برابری می‌کرد. این مدل با دارا بودن نسبت نیرو به وزن ۶۸۱ اسب بخار برای هر تن وزن یکی از قدرتمندترین خودروهای مسابقه در زمان خود بود. در سال ۲۰۰۰ با تغییر قوانین رالی و اجبار تیم‌های مسابقه دهنده برای کاهش نیروی موتورها در خودروهای این کلاس مسابقات استفاده از مدل‌های رالی زانتیا نیز متوقف شد.

## ایمنی
در سال ۱۹۹۷ در تست تصادف مؤسسه یورو ان‌سی‌ای‌پی زانتیای فاز یک (قبل از فیس لیفت) توانست یک و نیم ستاره از ۵ ستاره ایمنی سرنشینان در تصادفات را کسب نماید و در کلاس خود از نظر ایمنی هم رده ب‌ام‌و سری ۳ (ای۳۶) با یک و نیم ستاره و پائینتر از مرسدس-بنز کلاس-سی (دبلیو۲۰۲) با دو ستاره ایمنی قرار گرفت. در تست تصادف ایمنی عابر پیاده زانتیا توانست یک ستاره از ۴ ستاره را دریافت نماید که پائین‌تر از دیگر رقبای خود در این کلاس بود که همگی توانستند دو ستاره ایمنی در این بخش به دست آورند.
| نتایج تست زانتیا    |         |
| حفاظت از سرنشینان   | ۱ ستاره |
| حفاظت از عابر پیاده | ۱ ستاره |

## موتورهای زانتیا

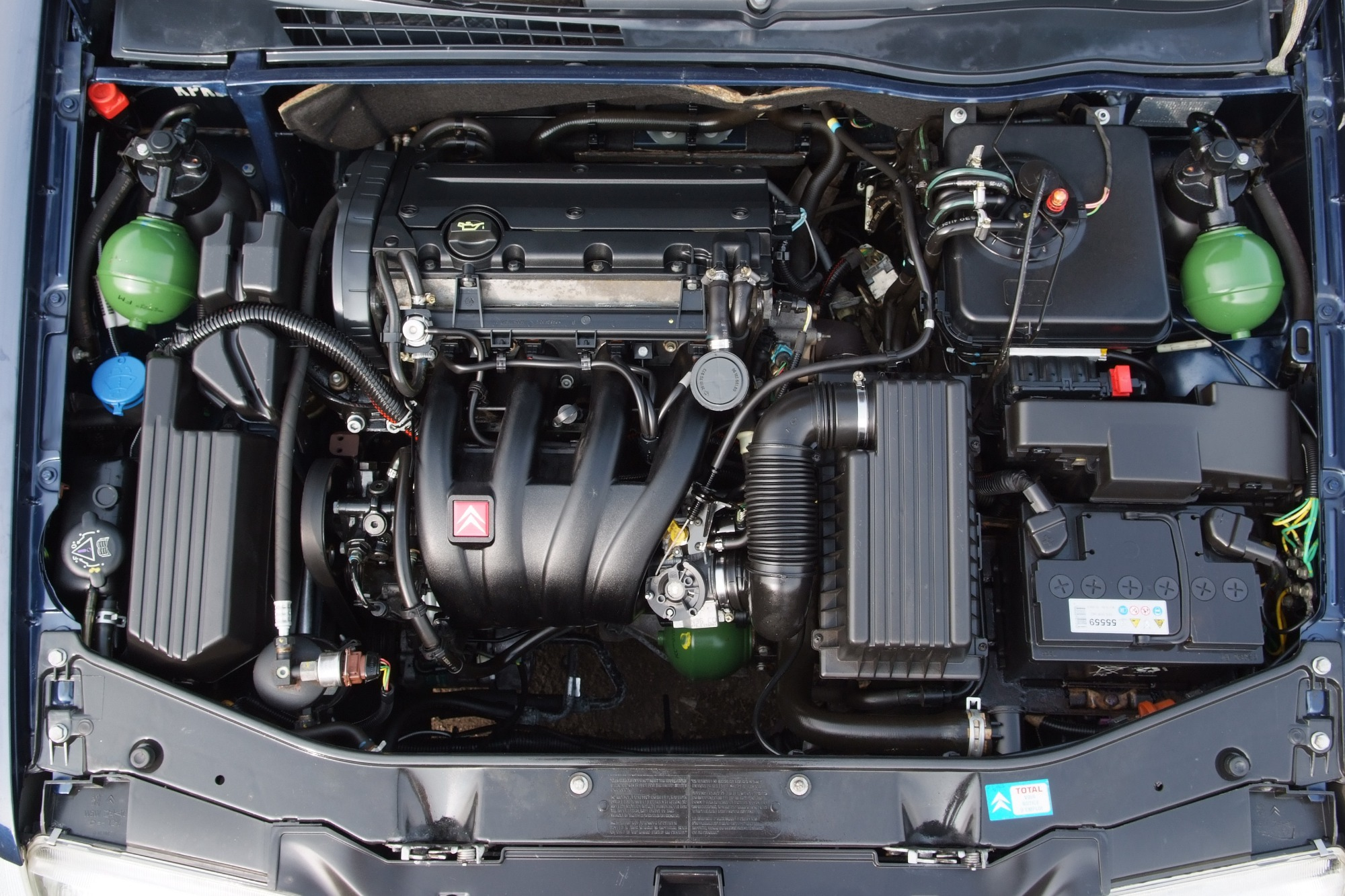
نمای موتور ۲٫۰ لیتری ۱۶ سوپاپ XU10 J4R RFV

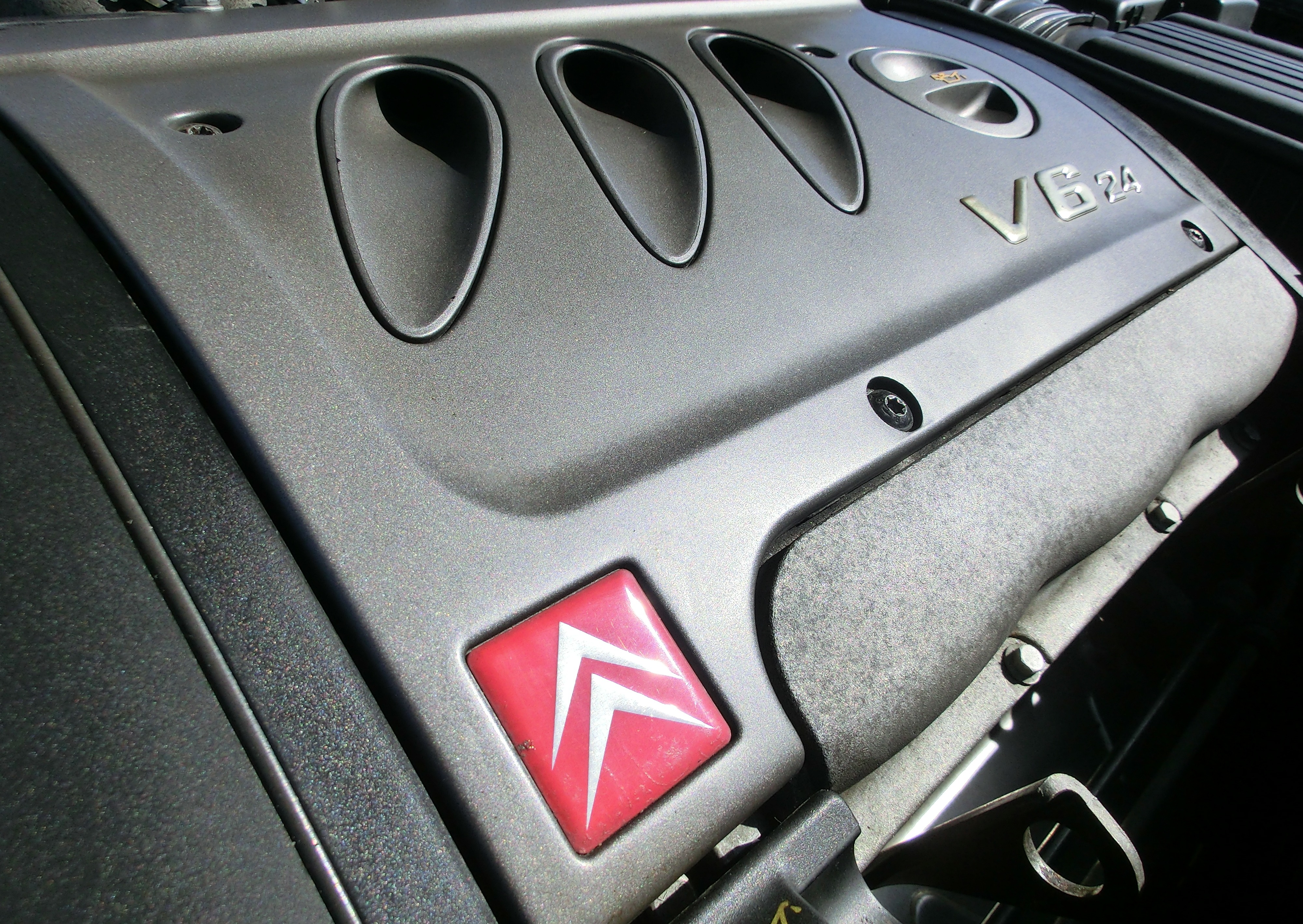
نمای موتور ۲٫۹ لیتری شش سیلندر وی شکل ۲۴ سوپاپ زانتیا ES9 J4 XFZ

| مدل         | سال‌های تولید | کد موتور                  | کد موتور       | حجم موتور  | قدرت                                                               | گشتاور                                                 |
| ----------- | ------------ | ------------------------- | -------------- | ---------- | ------------------------------------------------------------------ | ------------------------------------------------------ |
| 1.6i        | ۱۹۹۳–۱۹۹۵    | چهار سیلندر خطی ۸ سوپاپ   | XU5 M3/Z BFZ   | ۱۵۸۰ سی سی | ۶۵ کیلووات (۸۸ اسب بخار متری؛ ۸۷ اسب بخار) در ۶۰۰۰ دور در دقیقه    | ۱۳۰ نیوتن متر (۹۶ پوند نیرو-فوت) در ۲۶۰۰ دور در دقیقه  |
| 1.8i        | ۱۹۹۳–۱۹۹۸    | چهار سیلندر خطی ۸ سوپاپ   | XU7 JP LFZ     | ۱۷۶۲ سی سی | ۷۴ کیلووات (۱۰۱ اسب بخار متری؛ ۹۹ اسب بخار) در ۶۰۰۰ دور در دقیقه   | ۱۵۳ نیوتن متر (۱۱۳ پوند نیرو-فوت) در ۳۰۰۰ دور در دقیقه |
| 1.8i        | ۱۹۹۵–۲۰۰۰    | چهار سیلندر خطی ۸ سوپاپ   | XU7 JB LFX     | ۱۷۶۲ سی سی | ۶۶ کیلووات (۹۰ اسب بخار متری؛ ۸۹ اسب بخار) در ۵۰۰۰ دور در دقیقه    | ۱۴۷ نیوتن متر (۱۰۸ پوند نیرو-فوت) در ۲۶۰۰ دور در دقیقه |
| 1.8i16V     | ۱۹۹۵–۲۰۰۱    | چهار سیلندر خطی ۱۶ سوپاپ  | XU7 JP4 LFY    | ۱۷۶۲ سی سی | ۸۱ کیلووات (۱۱۰ اسب بخار متری؛ ۱۰۹ اسب بخار) در ۵۵۰۰ دور در دقیقه  | ۱۵۵ نیوتن متر (۱۱۴ پوند نیرو-فوت) در ۴۲۵۰ دور در دقیقه |
| 2.0i        | ۱۹۹۳–۱۹۹۸    | چهار سیلندر خطی ۸ سوپاپ   | XU10 J2C RFX   | ۱۹۹۸ سی سی | ۸۹ کیلووات (۱۲۱ اسب بخار متری؛ ۱۱۹ اسب بخار) در ۵۷۵۰ دور در دقیقه  | ۱۷۶ نیوتن متر (۱۳۰ پوند نیرو-فوت) در ۲۷۵۰ دور در دقیقه |
| 2.0i16V     | ۱۹۹۳–۱۹۹۴    | چهار سیلندر خطی ۱۶ سوپاپ  | XU10 J4D/Z RFY | ۱۹۹۸ سی سی | ۱۱۲ کیلووات (۱۵۲ اسب بخار متری؛ ۱۵۰ اسب بخار) در ۶۵۰۰ دور در دقیقه | ۱۸۳ نیوتن متر (۱۳۵ پوند نیرو-فوت) در ۳۵۰۰ دور در دقیقه |
| 2.0i16V     | ۱۹۹۴–۱۹۹۵    | چهار سیلندر خطی ۱۶ سوپاپ  | XU10 J4D/Z RFT | ۱۹۹۸ سی سی | ۱۱۰ کیلووات (۱۵۰ اسب بخار متری؛ ۱۴۸ اسب بخار) در ۶۵۰۰ دور در دقیقه | ۱۸۳ نیوتن متر (۱۳۵ پوند نیرو-فوت) در ۳۵۰۰ دور در دقیقه |
| 2.0i16V     | ۱۹۹۵–۲۰۰۱    | چهار سیلندر خطی ۱۶ سوپاپ  | XU10 J4R RFV   | ۱۹۹۸ سی سی | ۹۷ کیلووات (۱۳۲ اسب بخار متری؛ ۱۳۰ اسب بخار) در ۵۵۰۰ دور در دقیقه  | ۱۸۰ نیوتن متر (۱۳۰ پوند نیرو-فوت) در ۴۲۰۰ دور در دقیقه |
| 2.0iTurboCT | ۱۹۹۵–۲۰۰۰    | چهار سیلندر خطی ۸ سوپاپ   | XU10 J2TE RGX  | ۱۹۹۸ سی سی | ۱۰۸ کیلووات (۱۴۷ اسب بخار متری؛ ۱۴۵ اسب بخار) در ۵۳۰۰ دور در دقیقه | ۲۳۵ نیوتن متر (۱۷۳ پوند نیرو-فوت) در ۲۵۰۰ دور در دقیقه |
| 2.9iV6      | ۱۹۹۷–۲۰۰۰    | شش سیلندر وی شکل ۲۴ سوپاپ | ES9 J4 XFZ     | ۲۹۴۶ سی سی | ۱۴۰ کیلووات (۱۹۰ اسب بخار متری؛ ۱۸۸ اسب بخار) در ۵۵۰۰ دور در دقیقه | ۲۶۷ نیوتن متر (۱۹۷ پوند نیرو-فوت) در ۴۰۰۰ دور در دقیقه |
| 1.9D        | ۱۹۹۳–۱۹۹۵    | چهار سیلندر خطی ۸ سوپاپ   | XUD9 A D9B     | ۱۹۰۵ سی سی | ۵۱ کیلووات (۶۹ اسب بخار متری؛ ۶۸ اسب بخار) در ۴۶۰۰ دور در دقیقه    | ۱۲۰ نیوتن متر (۸۹ پوند نیرو-فوت) در ۲۰۰۰ دور در دقیقه  |
| 1.9D        | ۱۹۹۵–۱۹۹۶    | چهار سیلندر خطی ۸ سوپاپ   | XUD9 Y DJZ     | ۱۹۰۵ سی سی | ۵۰ کیلووات (۶۸ اسب بخار متری؛ ۶۷ اسب بخار) در ۴۶۰۰ دور در دقیقه    | ۱۲۰ نیوتن متر (۸۹ پوند نیرو-فوت) در ۲۰۰۰ دور در دقیقه  |
| 1.9SD       | ۱۹۹۶–۲۰۰۰    | چهار سیلندر خطی ۸ سوپاپ   | XUD9 SD DHW    | ۱۹۰۵ سی سی | ۵۵ کیلووات (۷۵ اسب بخار متری؛ ۷۴ اسب بخار) در ۴۶۰۰ دور در دقیقه    | ۱۳۵ نیوتن متر (۱۰۰ پوند نیرو-فوت) در ۲۲۵۰ دور در دقیقه |
| 1.9TurboD   | ۱۹۹۳–۱۹۹۶    | چهار سیلندر خطی ۸ سوپاپ   | XUD9 TE/L D8B  | ۱۹۰۵ سی سی | ۶۸ کیلووات (۹۲ اسب بخار متری؛ ۹۱ اسب بخار) در ۴۰۰۰ دور در دقیقه    | ۱۹۶ نیوتن متر (۱۴۵ پوند نیرو-فوت) در ۲۲۵۰ دور در دقیقه |
| 1.9TurboD   | ۱۹۹۶–۲۰۰۰    | چهار سیلندر خطی ۸ سوپاپ   | XUD9 TE/Y DHX  | ۱۹۰۵ سی سی | ۶۶ کیلووات (۹۰ اسب بخار متری؛ ۸۹ اسب بخار) در ۴۰۰۰ دور در دقیقه    | ۱۹۶ نیوتن متر (۱۴۵ پوند نیرو-فوت) در ۲۲۵۰ دور در دقیقه |
| 2.0HDi      | ۱۹۹۸–۲۰۰۱    | چهار سیلندر خطی ۸ سوپاپ   | DW10 TD RHY    | ۱۹۹۷ سی سی | ۶۶ کیلووات (۹۰ اسب بخار متری؛ ۸۹ اسب بخار) در ۴۰۰۰ دور در دقیقه    | ۲۰۵ نیوتن متر (۱۵۱ پوند نیرو-فوت) در ۱۹۰۰ دور در دقیقه |
| 2.0HDi      | ۱۹۹۸–۲۰۰۱    | چهار سیلندر خطی ۸ سوپاپ   | DW10 ATED RHZ  | ۱۹۹۷ سی سی | ۸۰ کیلووات (۱۰۹ اسب بخار متری؛ ۱۰۷ اسب بخار) در ۴۰۰۰ دور در دقیقه  | ۲۵۰ نیوتن متر (۱۸۰ پوند نیرو-فوت) در ۱۷۵۰ دور در دقیقه |
| 2.1TurboD   | ۱۹۹۵–۱۹۹۹    | چهار سیلندر خطی ۱۲ سوپاپ  | XUD11 BTE P8C  | ۲۰۸۸ سی سی | ۸۰ کیلووات (۱۰۹ اسب بخار متری؛ ۱۰۷ اسب بخار) در ۴۳۰۰ دور در دقیقه  | ۲۳۵ نیوتن متر (۱۷۳ پوند نیرو-فوت) در ۲۰۰۰ دور در دقیقه |

## تولید و فروش
| سال  | فروش در سراسر جهان | تولید در سراسر جهان | پانویس                                                  |
| ۲۰۰۹ | ۱۲٬۵۰۰             | ۱۱٬۸۰۰              | کل تعداد تولید و فروش در این سال در کشور ایران بوده‌است. |
| ۲۰۱۰ | ۴٬۰۰۰              | ۴٬۰۰۰               | کل تعداد تولید و فروش در این سال در کشور ایران بوده‌است. |

## مدلهای مونتاژ ایران

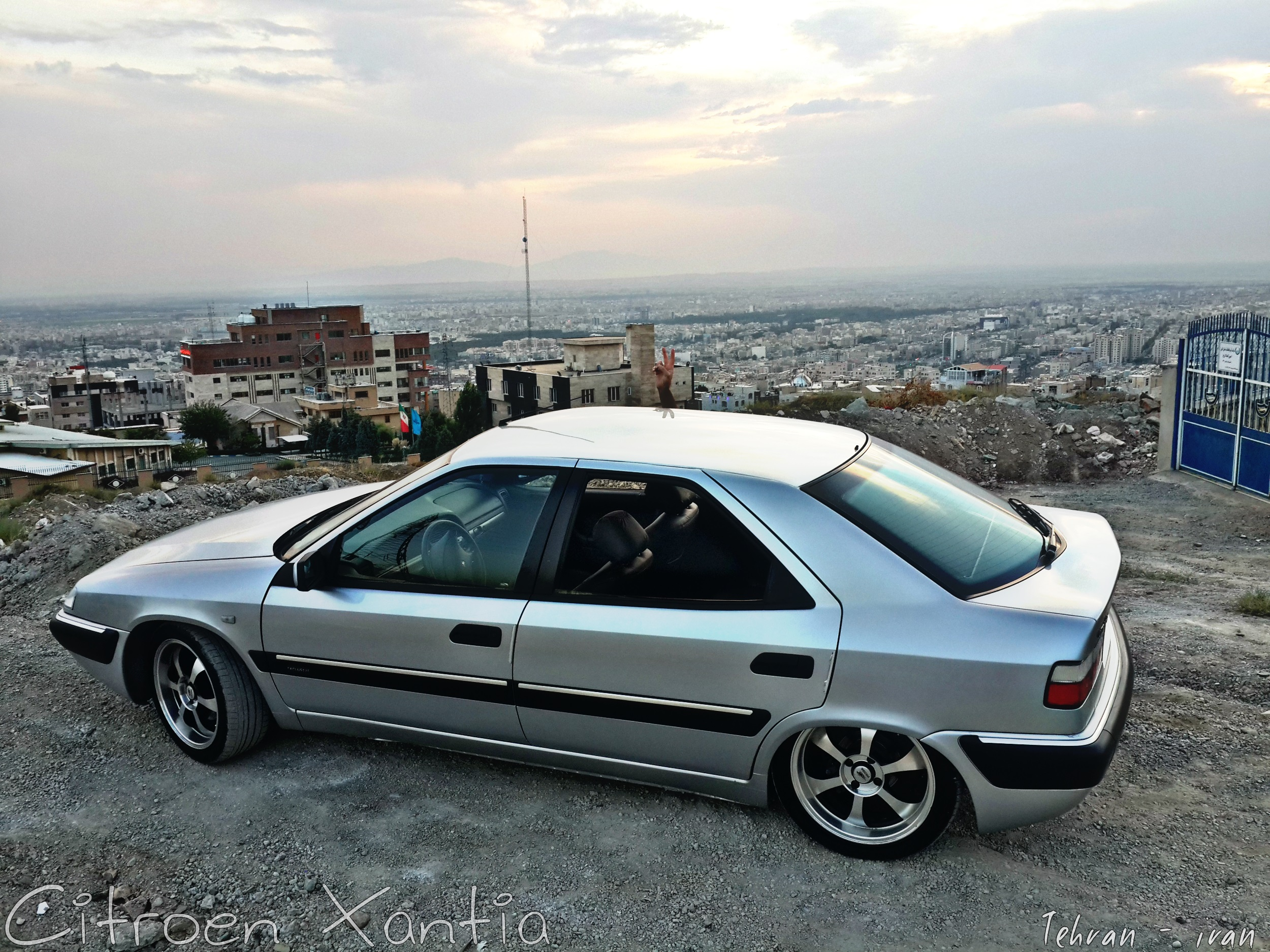
سیتروئن زانتیا در ایران

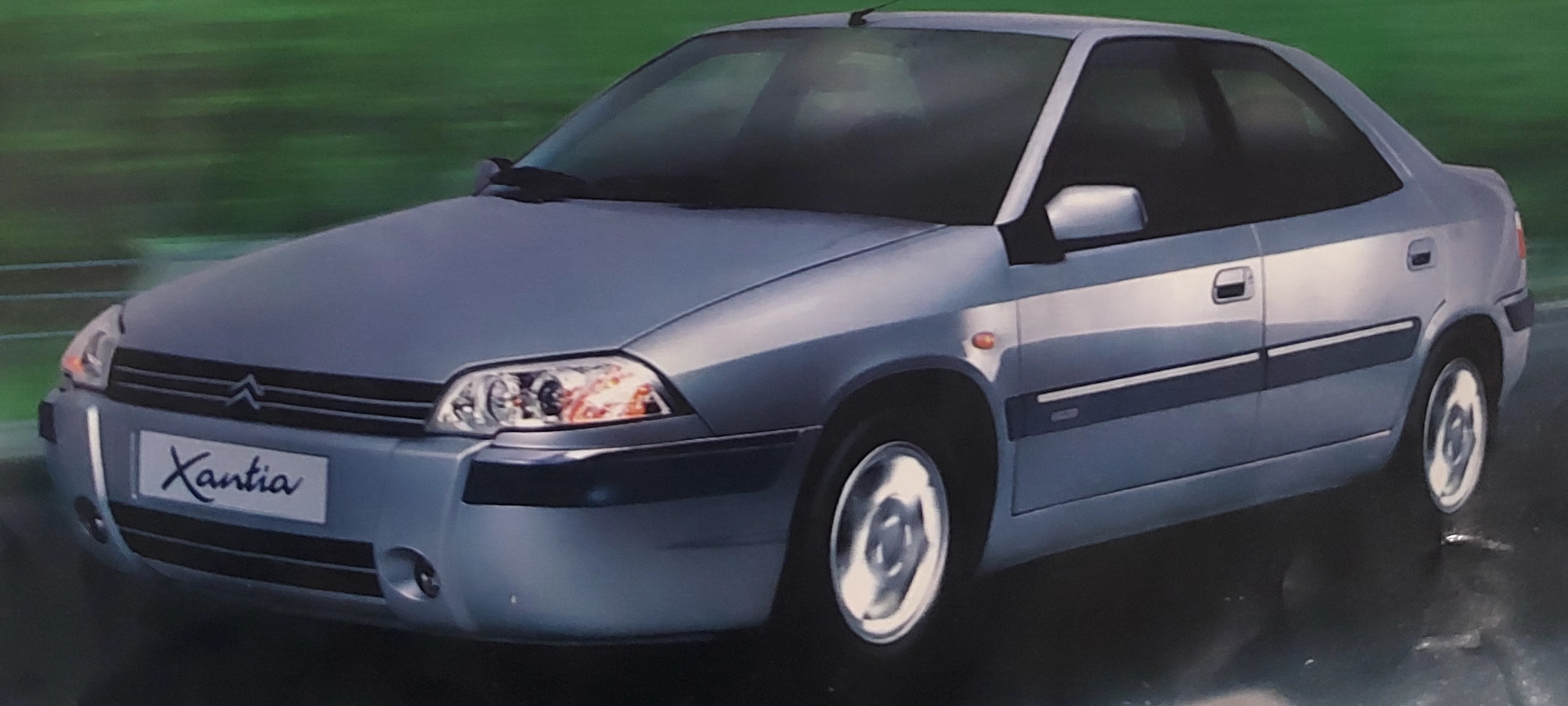
زانتیا ۲ (فیس‌لیفت)

زانتیا از سال ۲۰۰۱ (۱۳۸۰) تا سال ۲۰۱۰ (۱۳۸۹) در ایران در چهار مدل مختلف تولید گردید:
- زانتیا 1800 Superlux: این مدل بر مبنای مدل 1.8i16V SX مدل فرانسوی با حذف تجهیزاتی مانند سقف بازشو، بال عقب، فلاپ‌های هم رنگ بدنه، رینگ‌های آلومینیومی، کروز کنترل و حذف تعدادی سنسورهای هشدار دهنده الکترونیکی خودرو و تغییر سامانه صوتی ماشین تولید گردید.
- زانتیا 2000 X: این مدل بر مبنای مدل 2.0i16V SX مدل فرانسوی با حذف تجهیزاتی مانند ایربگ سرنشین جلو و ایربگ‌های جانبی، ترمز ضد قفل ABS، سانروف، بال عقب، فلاپ‌های هم رنگ بدنه، مه‌شکن‌های جلو، کروز کنترل و حذف تعدادی سنسورهای هشدار دهنده الکترونیکی خودرو و تغییر سامانه صوتی ماشین تولید گردید.
- زانتیا 2000 SX: این مدل بر مبنای مدل 2.0i16V SX مدل فرانسوی با حذف تجهیزاتی مانند ایربگ‌های جانبی، سقف بازشو، بال عقب، فلاپ‌های هم رنگ بدنه، کروز کنترل و حذف تعدادی سنسورهای هشدار دهنده الکترونیکی خودرو و تغییر سامانه صوتی ماشین تولید گردید.
- زانتیا Facelift یا زانتیا ۲: زانتیا فیس لیفت از نظر موتور و گیربکس و تجهیزات همانند مدل SX 2000 بود با این تفاوت که قسمت جلو و همچنین سپر عقب خودرو توسط طراحان شرکت سایپا دچار تغییرات ظاهری گردیده و خودرو به اصطلاح فیس لیفت شده بود.

تمامی مدل‌های تولیدی ایران فقط با گیربکس پنج دنده دستی و در یک نوع بدنه پنج در لیفت بک تولید شدند.

## دانگ فنگ زانتیا مونتاژ چین

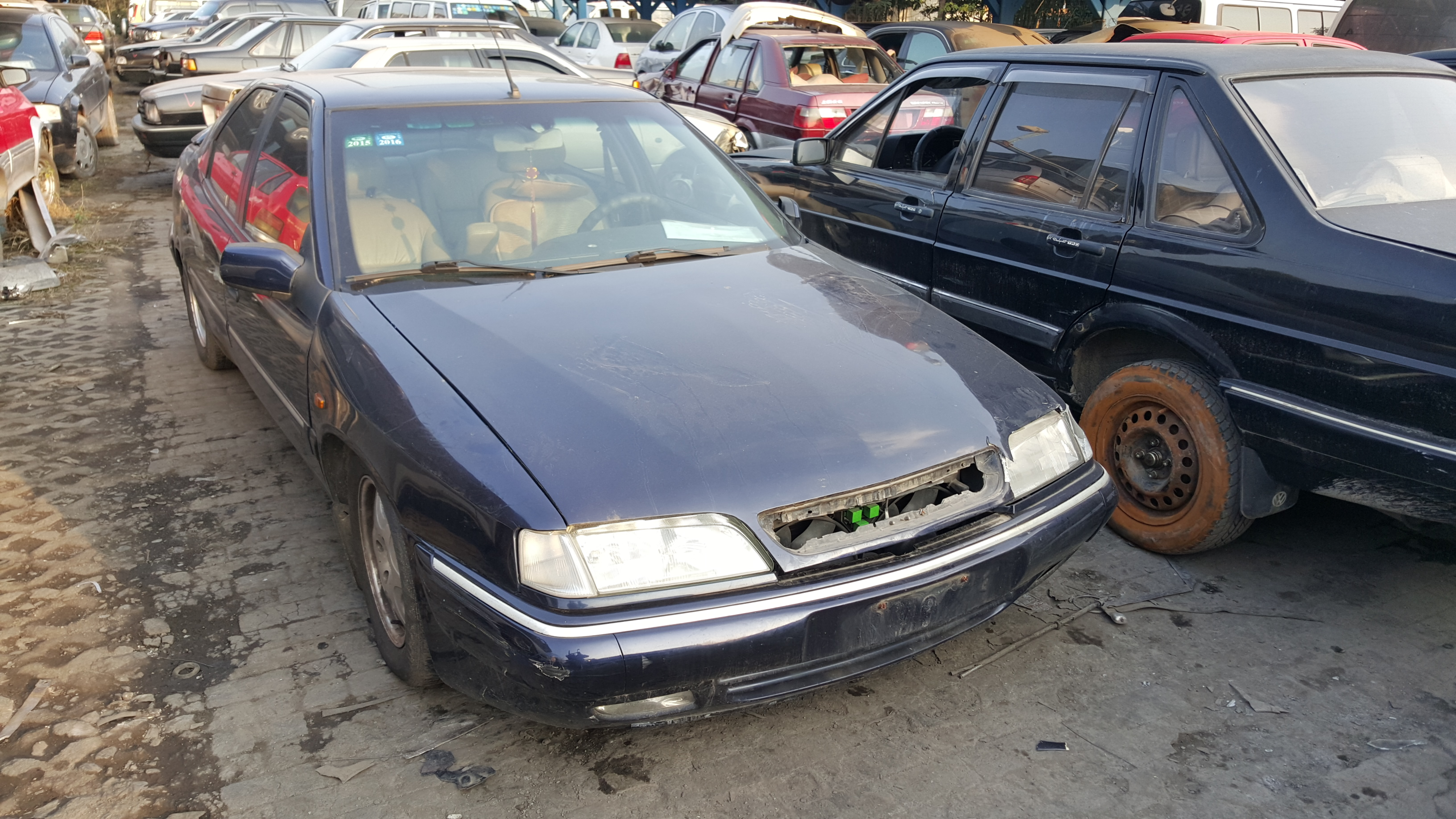
سیتروئن زانتیا مونتاژ دانگ‌فنگ پژو-سیتروئن که در چین تحت نام سیتروئن ایکس‌ام به فروش می‌رسید.

این خودرو غیر از فرانسه برای کاهش میزان عوارض واردات خودرو به چین در اواسط دهه ۹۰ میلادی به تعداد بسیار محدود میان سال‌های ۱۹۹۶ و ۱۹۹۷ به‌صورت نمونه‌های نیمه تولید شده (CKD) از خط تولید رن فرانسه به چین فرستاده شد و در خط تولید شرکت فنگشن-سیتروئن که با سرمایه‌گذاری مشترک گروه پی اس ای و دانگ فنگ در شهر هویژو از استان گوانگدونگ چین تأسیس شده بود مراحل نهائی مونتاژ آن‌ها در کنار سیتروئن ایکس‌ام و تحت نام مشترک ایکس‌ام انجام گرفت.
تولید نمونه‌های CKD زانتیا در چین مصادف با تغییرات در قانون واردات خودرو به چین بود به این صورت که خودروهای CKD را نیز جزو خودروهای وارداتی و عوارض آنها را نیز همانند خودروهای وارداتی محاسبه می‌کرد. پس از تغییر قانون واردات خودرو به چین مسئولین پی‌اس‌ای و دانگ‌فنگ یا باید تصمیم بر تولید کامل زانتیا در چین برای معافیتهای مالیاتی بعدی می‌گرفتند یا باید با بستن شرکت تازه تأسیس فنگشن-سیتروئن این دو مدل را به‌صورت خودرو کامل وارداتی از مدلهای تولید فرانسه به بازار چین وارد می‌کردند که در نهایت راه دوم را انتخاب کرده و از سال ۱۹۹۷ به بعد، زانتیا به‌صورت خودرو وارداتی کامل از خط تولید فرانسه به بازار چین عرضه شد.

## نگارخانه

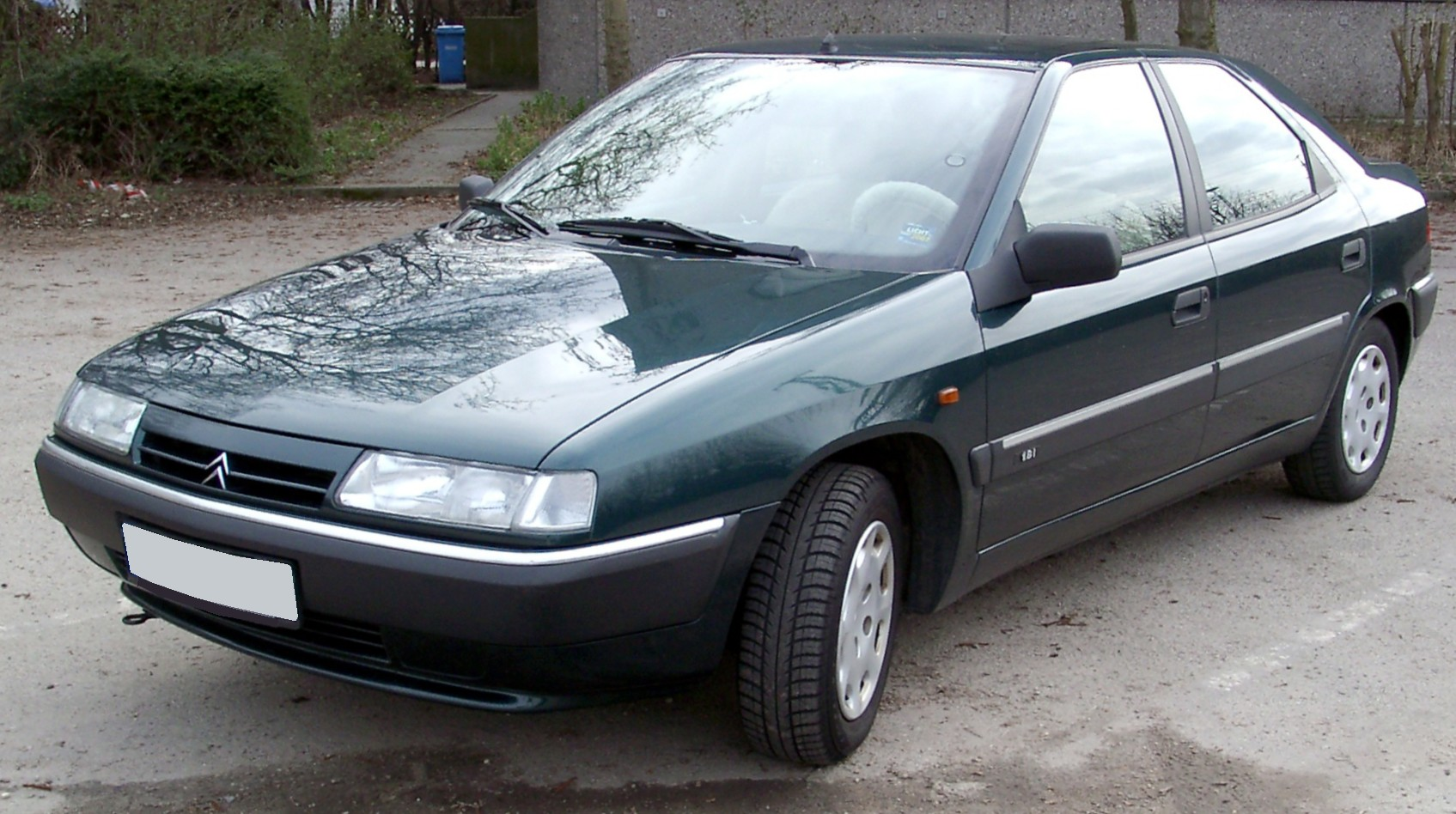
سیتروئن زانتیا فاز یک (۱۹۹۳–۱۹۹۷) نمای جلو
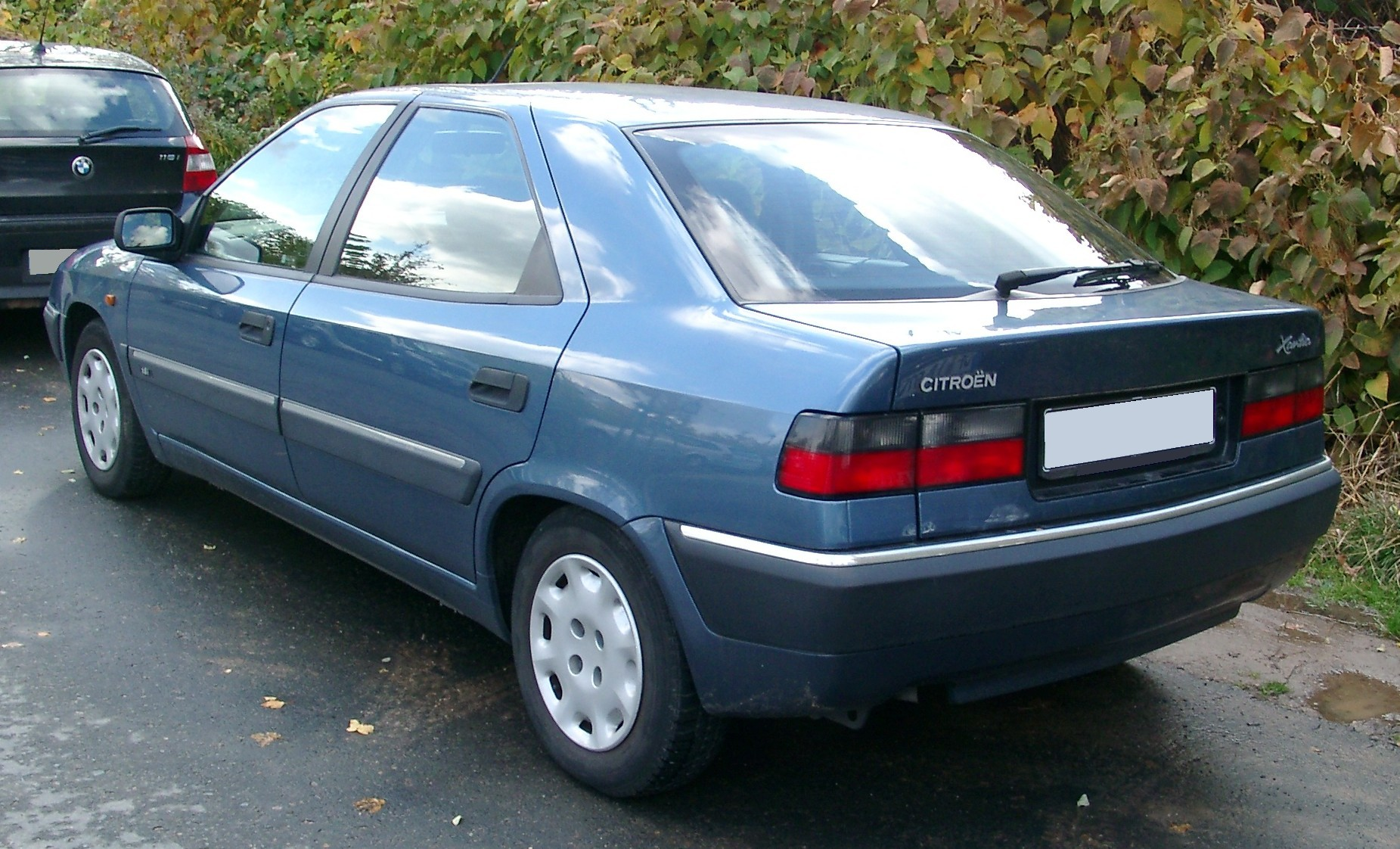
زانتیا فاز یک (۱۹۹۳–۱۹۹۷) نمای عقب
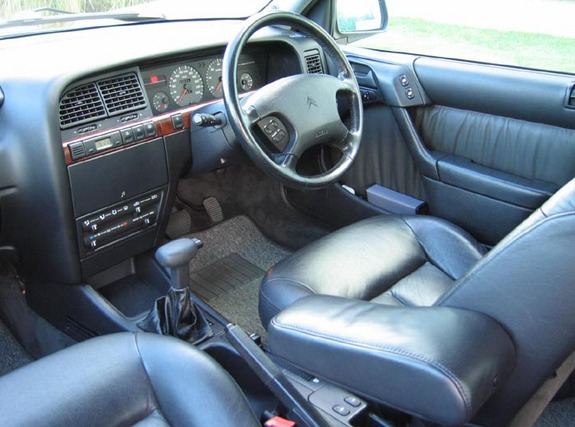
داشبورد سیتروئن زانتیا فاز یک (۱۹۹۳–۱۹۹۷)
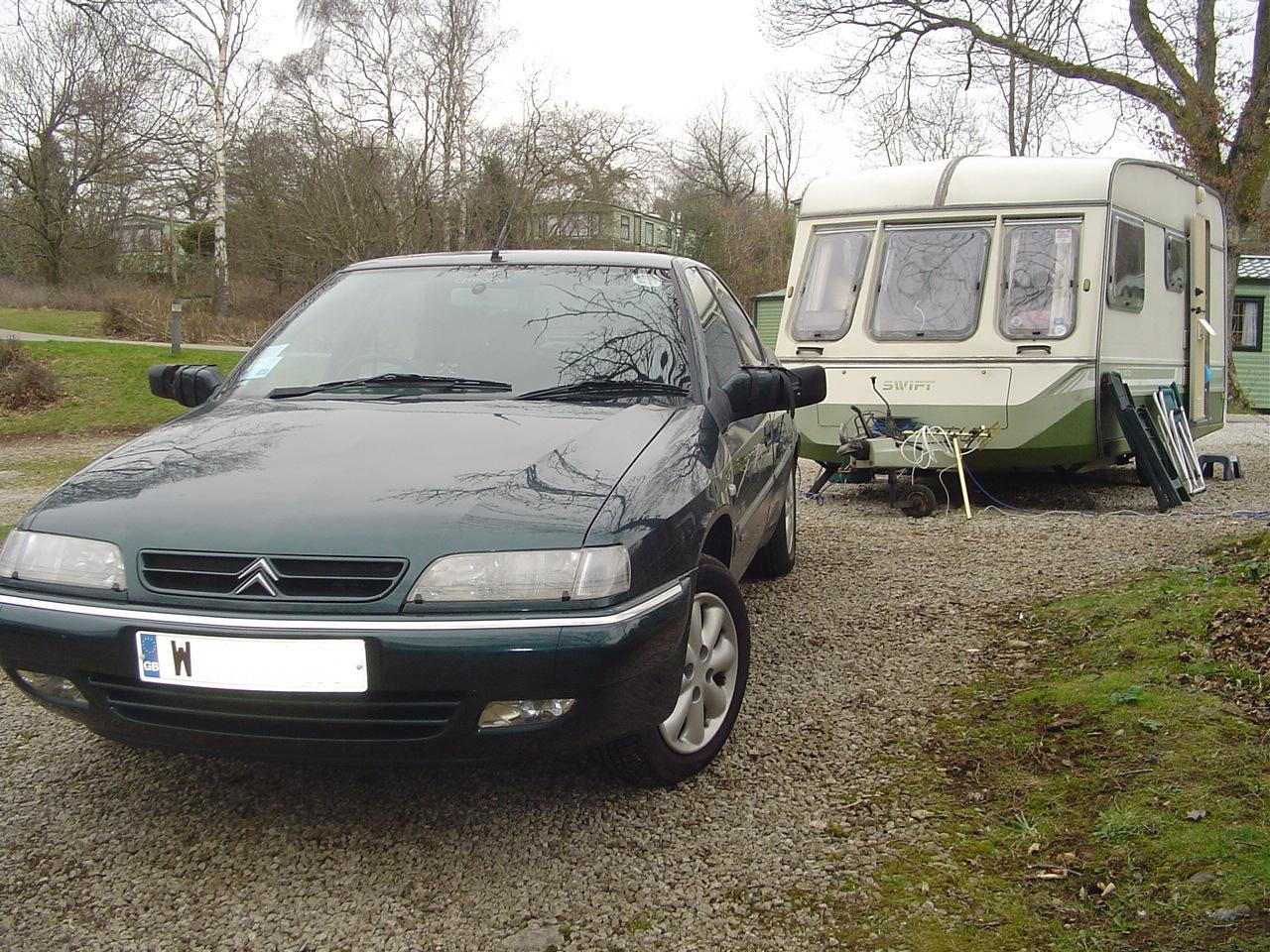
سیتروئن زانتیا فاز دو (۱۹۹۸–۲۰۰۱) نمای جلو
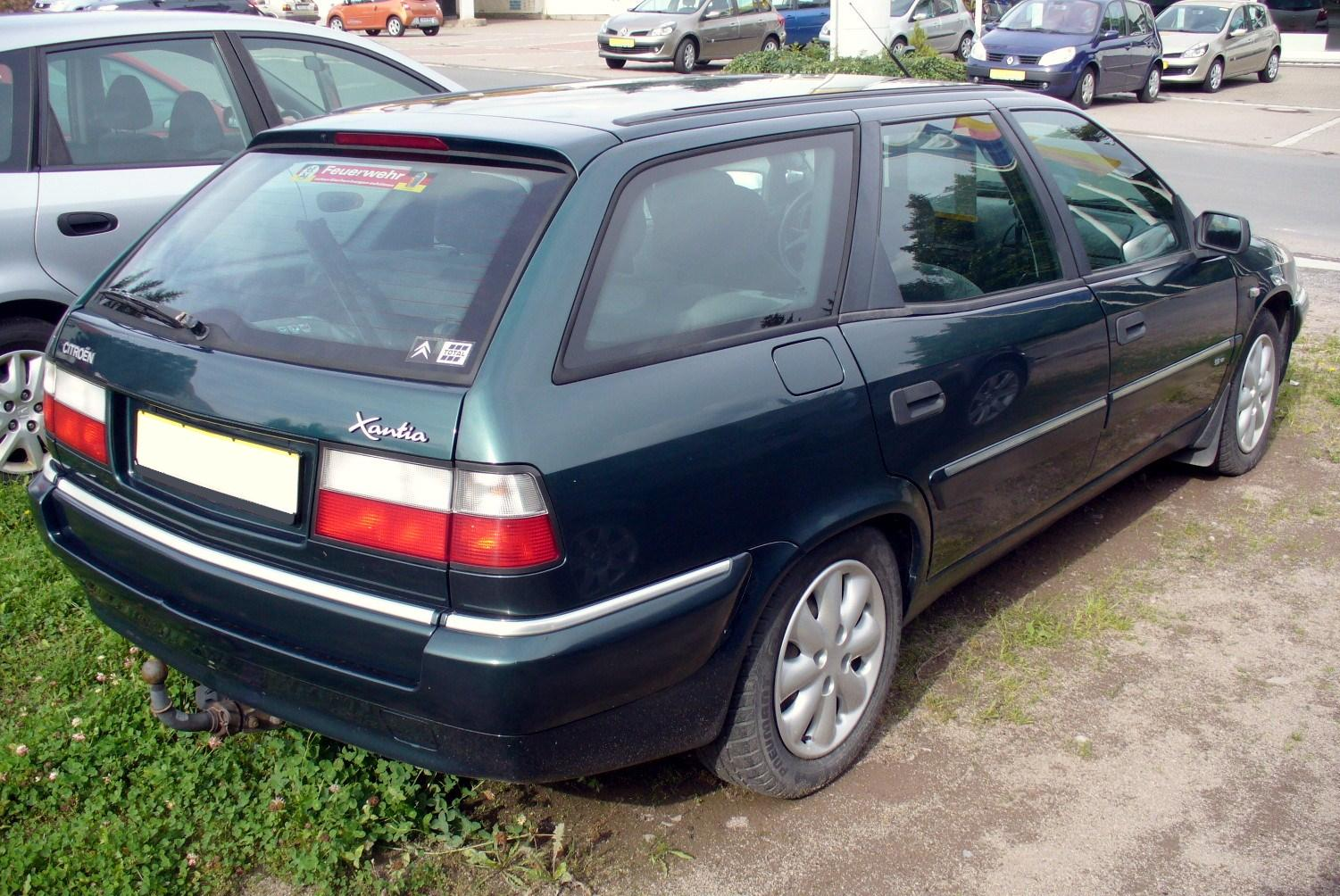
سیتروئن زانتیا استیشن فاز دو (۱۹۹۸–۲۰۰۲) نمای عقب
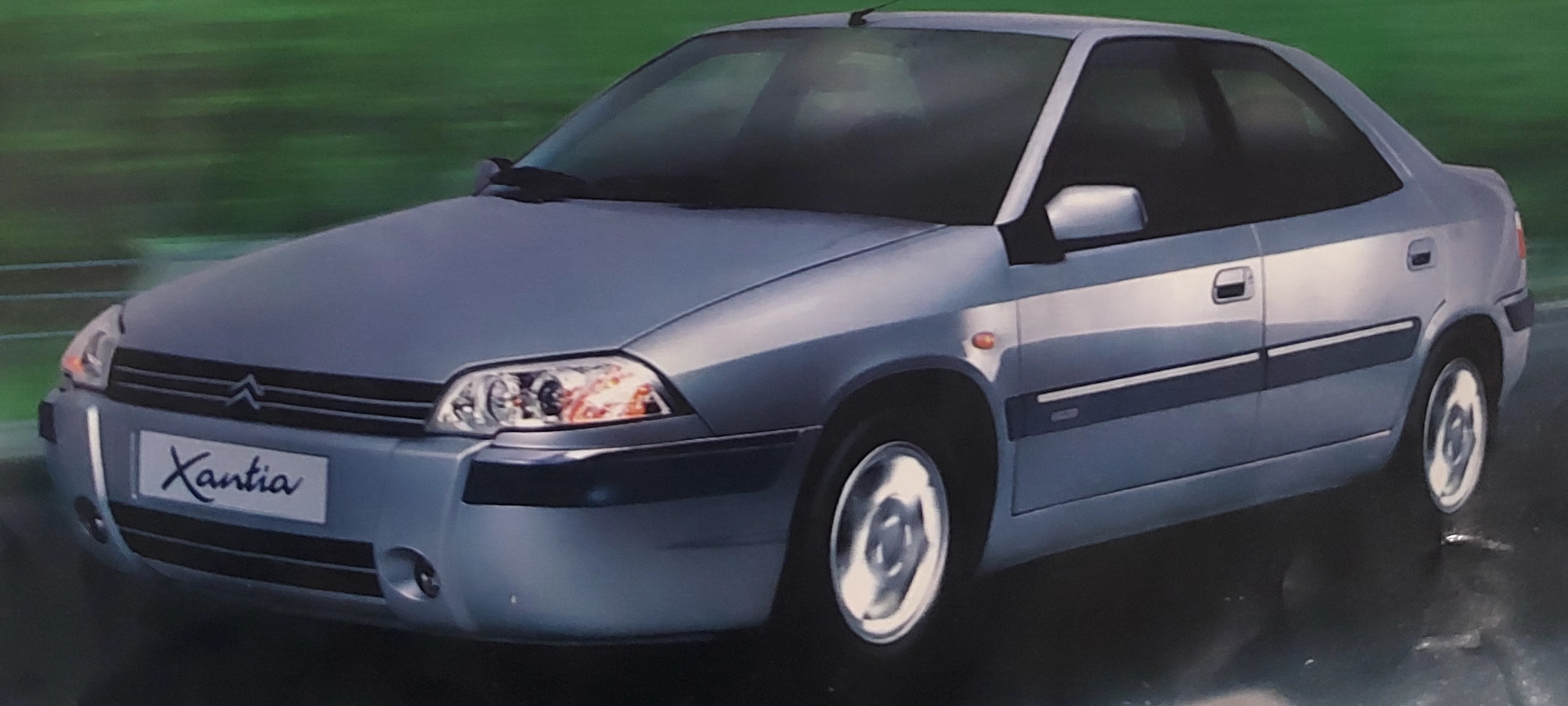
زانتیا ۲ (تولید نشده)